# Basket Club Ksar Hellal
Le Basket Club Ksar Hellal est un club de basket-ball tunisien basé à Ksar Hellal.

## Anciens joueurs
- Aymen Bouzid